# Paul Van Himst
Paul Van Himst (Sint-Pieters-Leeuw, 1943. október 2. –) belga válogatott labdarúgó, edző.
A belga válogatott tagjaként részt vett az 1970-es világbajnokságon és az 1972-es Európa-bajnokságon.

## Sikerei, díjai

### Játékosként
Anderlecht
- Belga bajnok (8):  1961–62, 1963–64, 1964–65, 1965–66, 1966–67, 1967–68, 1971–72, 1973–74
- Belga kupa (4):  1964–65, 1971–72, 1972–73, 1974–75

Belgium
- Európa-bajnoki bronzérmes (1): 1972

Egyéni
A belga bajnokság gólkirálya (3): 1963–64 (26 gól), 1965–66 (26 gól), 1967–68 (20 gól)

### Edzőként
Anderlecht
- Belga bajnok (1):  1984–85
- Belga szuperkupa (1):  1985
- UEFA-kupa (1): 1982–83